# Markus Schuster
Markus R. Schuster (* 30. Juli 1975) ist ein ehemaliger deutscher Footballspieler.

## Laufbahn
Schuster war ab 1992 Spieler der Munich Cowboys. 1997 schloss er sich für ein Jahr den Noris Rams an. 1998 weilte er erst bei den Bolzano Giants (Südtirol), dann wechselte er im selben Jahr zu den Braunschweig Lions. Unterbrochen wurde seiner Zeit in Niedersachsen im Jahr 2000, als er der Mannschaft des Morningside College (Bundesstaat Iowa) angehörte sowie im Frühsommer 2001, als der 1,72 Meter messende Schuster, der als Runningback eingesetzt wurde, im Aufgebot der Barcelona Dragons in der NFL Europe stand. In Braunschweig spielte Schuster bis 2001. 1998 und 1999 wurde er mit den Niedersachsen deutscher Meister, 1999 darüber hinaus Eurobowl-Gewinner.
Er spielte von 2002 bis 2004 bei den Franken Knights und in der Saison 2005 bei den Schwäbisch Hall Unicorns, danach ging er zu den Munich Cowboys zurück. In München gehörte er in der Folge auch zum Trainerstab und koordinierte dort das Angriffsspiel. Von 2007 bis 2009 zeichnete er bei dem Verein des Weiteren für die Sportliche Leitung verantwortlich. Schuster, der auch Leichtathletik und Gewichtheben betrieb sowie beruflich als Fitnesstrainer und Inhaber eines Sportstudios tätig wurde, übernahm im November 2017 bei den Munich Cowboys die Leitung des Kraft- und Konditionstrainings.

### Nationalmannschaft
Mit der deutschen Nationalmannschaft wurde er 2000 Zweiter der Europameisterschaft, 2001 holte er mit der Auswahl dann EM-Gold. Im Jahr 2003 gehörte er zum deutschen WM-Kader und schloss die Weltmeisterschaft auf dem dritten Rang ab. 2005 gewann Schuster mit Deutschland die World Games.